# Amanda Bynes
Amanda Laura Bynes (Thousand Oaks, 1986. április 3. –) korábbi amerikai színésznő, gyerekszínész. Pályafutását a Nickelodeon "Sok hűhó" című műsorában kezdte, majd saját sorozatot kapott, Amanda Show címmel. Tizenéves korában Holly Tyler szerepét alakította a "Tesóm nyakán" című sorozatban, és a mozivásznon is bemutatkozott a "Minden hájjal megkent hazug" című filmben. Számos sikeres filmben szerepelt, mint a "Miről álmodik a lány?", a "Robotok", a "Micsoda srác ez a lány", a "Hajlakk", és a "Könnyű nőcske".
Az életét a nyilvánosság előtt élő Bynes a 2000-es évek végétől kezdve kábítószerfüggőséggel és mentális problémákkal kezdett el küzdeni, ami miatt 2013 augusztusától 2022 márciusáig gondnokság alá volt helyezve. 2010-től semmiben nem szerepelt, 2023-től pedig manikűrösként dolgozik.

## Élete és pályafutása
A Kalifornia állambeli Thousand Oaks-ban született és nőtt fel, amely Los Angeles egyik elővárosa. Három testvére közül a legfiatalabb - apja, Rick Bynes fogorvos, anyja, Lynn Organ fogorvos-asszisztens és irodavezető. Apja ír, litván és lengyel felmenőkkel rendelkező katolikus, anyja lengyel, orosz és román ősökkel rendelkező zsidó.
Hétévesen kezdett el színészkedni, ekkor még a Buncha Crunch csokoládék, Barbie babák és Taco Bell-menük reklámjaiban. Színpadon is szerepelt az "Annie", a "Titkos kert", "A muzsikus", és "A muzsika hangja" című musicalekben. Később a los angelesi Laugh Factory stand up-klubba került, ahol Richard Pryor és Arsenio Hall látták el jótanácsokkal. Itt fedezte fel őt a Nickelodeon egyik tehetségkutató ügynöke, és nyomban szerepet is ajánlottak neki a tévécsatornán futó "Sok hűhó" című komédiaműsorban, amelynek 3-6. évadaiban szerepelt. A műsor nagy ismertséget hozott neki, 2000-ben Kid's Choice Awards-ot nyert, és a szintén nickelodeonos "Figure It Out" vetélkedő rendszeres résztvevője volt 1997-1999 között.
1999-ben, mindössze 13 évesen megkapta a saját önálló műsorát, Amanda Show címmel, amely 2002-ig futott. Ez a műsor hozta meg számára az áttörést, és ezt követően kapta a komolyabb felkéréseket. Első filmszerepe 2002-ben volt a "Minden hájjal megkent hazug" című filmben, és ugyanettől ez évtől kezdve kezdett el szerepelni a "Tesóm nyakán" című szitkomban is. Többedmagával szerepelt a Vanity Fair 2003 júliusi számának címoldalán, illetve szinkronizált is a "Wilbur nagy kalandja" és a "Robotok" című rajzfilmekben. 2005-ben "A sztárkivetett" című romantikus komédiában is szerepelt.
2006-ban a Teen People magazin beválasztotta a 25 legszebb 25 év alatti színésznőket felvonultató listájára. Ugyanebben az évben szerepet kapott a "Micsoda srác ez a lány!" című filmben, amely William Shakespeare "Vízkereszt, vagy amit akartok" című drámájának sajátos modern feldolgozása. 2007-ben a "Hajlakk" című zenés filmben alakított, mely kritikai és közönségsiker lett - számos díjat nyert el érte, a zenei betétek miatt még Grammy-díjra is jelölték. A filmnek bár terveztek folytatást, de nem készült el. Ugyanebben az évben saját divatmárkát tervezett indítani Dear néven, a Steve & Barry's közreműködésével, amit utóbbi csődje hiúsított meg.
Következő szerepe az "Amerikai Hófehérke" főszerepe volt, ami bukásnak bizonyult, de színészi játékát dícsérték. Még szerepelt az "Élő bizonyíték" című dokumentumfilmben is, valamint szinkronizált a Family Guy egyik epizódjában. 2009-ben eredetileg ő játszotta volna a "Diploma után" című film főszerepét, de tisztázatlan okokból megváltak tőle és helyette Alexis Bledel játszott. 2010-ben az akkor még relatíve ismeretlen Emma Stone partnere volt a "Könnyű nőcske" című filmben, amely szintén rendkívül sikeres lett. Ez volt az utolsó filmszerepe, miután ugyancsak tisztázatlan okokból kiszállt az "Elhajlási engedély" forgatása közben is, a helyére Alexandra Daddario került. 2010 júliusában aztán bejelentette, hogy határozatlan időre felfüggeszti a színészkedést.
2018-ban ugyan bejelentette, hogy esetleg visszatérne, de erre nem került sor. 2023 márciusában a "Sok hűhó" többi sztárja mellé várták a megjelenését a '90s Con-on, de végül ide sem ment el. 2023 decemberében podcastelni kezdett Paul Sieminskivel, de ezt is abbahagyta egyetlen adás után azzal, hogy elmondta: manikűrösnek tanul, hogy legyen egy rendszeres bevételi forrása.

## Magánélete
2007-ben vallásossága kapcsán azt mondta: "két vallás, a zsidóság és a kereszténység szellemében nevelkedtem. A szüleim rám bízták, hogy melyiket választom majd, ha felnövök. Spirituális személy vagyok, de még nem döntöttem el, melyiket választom, azt sem tudom, miben is hiszek pontosan".
2008-ban egy rövid ideig randevúzott Seth McFarlane-nel, a Family Guy alkotójával, miután vendégszerepelt a műsorban.
Gyerekkora óta érdekelte a rajzolás és a divattervezés. 2013 decemberében felvételizett a Fashion Institute of Design & Merchandising főiskolára, ahol 2018-ban elvégezte az alapszakot, majd 2019-ben a mesterképzést is.

### Mentális problémák és szerfüggőség
2012-ben letartóztatták West Hollywoodban, miután bódult állapotban vezetett. Ügyében két évvel később született döntés és három évre próbára bocsátották. 2013 májusában gondatlan veszélyeztetés és kábítószerbirtoklás miatt vonták eljárás alá, miután marihuánát szívott manhattani lakásában, és amikor a rendőrök rátörtek, kidobott a 36. emeletről egy kábítószerfogyasztáshoz használt bongot. Az eljárás 2014 júniusában szűnt meg.
2013 júliusában a kaliforniai Ventura megyei seriffhivatal letartóztatta őt, miután Thousand Oaks-ban tüzet gyújtott egy vadidegen ember kocsibejáróján, majdnem felgyújtva a saját kutyáját is. Ekkor 72 órára kórházba is szállították megfigyelésre. Nem sokkal ezt követően szülei kezdeményezték gondnokság alá helyezését, amit az év augusztusában az anyja meg is kapott.
2014 októberében Bynes azzal vádolta az apját több tweetben is, hogy érzelmileg és szexuálisan is zaklatta őt. Miután a szülei nyilvánosan kiálltak és elmondták, hogy sosem történt ilyen, Bynes is elismerte, hogy így van, majd zavarosan azt állította, hogy "a fejébe ültetett mikrochip kényszerítette, hogy ezeket mondja, aminek a beültetéséért pedig az apja a felelős". Pár nappal később meghosszabbították a gondokságát. Nem sokkal ezután Bynes bejelentette, hogy bipoláris zavarral diagnosztizálták. 2018 augusztusában további két évvel meghosszabbították a gondnokságot.
2018-ban elmondta, hogy már négy éve tiszta, köszönhetően a szüleinek is, akiktől nyilvánosan bocsánatot kért korábbi tweetjei miatt, amelyeket kábítószer hatása alatt írt ki. Egy interjúban elmondta, hogy kokaint és MDMA-t is fogyasztott, de a legdurvább hatással az Adderall volt rá, amelyet ADHD-s betegeknek szoktak felírni.
2022 februárban kérelmezte, hogy szüntessék meg a gondnokságát. Ügyvédje szerint állapota sokat javult és már nem szükséges annak fenntartása. Mivel ezt a szülei is támogatták, 2022. március 22-én megszűnt a gondnokság alá helyezése.
2023. március 20-án ismét kórházba szállították, miután anyaszült meztelenül sétálva Los Angelesben leintett egy autóst, azt állítva, hogy pszichotikus epizódja volt, és magára hívta a rendőrséget. Emiatt nem jelent meg a hétvégén sem a "Sok hűhó" egykori sztárjaival rendezett újraegyesülésen sem a '90s Con-on. Exvőlegénye, Paul Michael elmondása szerint azért történt ez, mert nem szedte rendesen a gyógyszereit. Június 17-én azzal hívta fel a rendőrséget, hogy önpusztító gondolatai vannak, ezután néhány napra szanatóriumba vonult.
Az évek során külseje is a felismerhetetlenségig megváltozott: előbb arcának bal oldalára egy szív alakú tetoválást csináltatott, orrába karikát rakatott, később szemhéjplasztikát végeztek el rajta, haját teljesen kiszőkíttette, szemöldökét pedig kékes árnyalatúra festette.

## Filmográfia

### Film
| Év   | Magyar cím                  | Eredeti cím                                 | Szerep          | Magyar hang        |
| ---- | --------------------------- | ------------------------------------------- | --------------- | ------------------ |
| 2002 | Minden hájjal megkent hazug | Big Fat Liar                                | Kaylee          | Zsigmond Tamara    |
| 2003 | Wilbur nagy kalandja        | Charlotte's Web 2: Wilbur's Great Adventure | Nellie          |                    |
| 2003 | Miről álmodik a lány?       | What a Girl Wants                           | Daphne Reynolds | Vadász Bea         |
| 2005 | Robotok                     | Robots                                      | Csövi (hangja)  | Kis Judit          |
| 2005 | A sztárkivetett             | Love Wrecked                                | Jenny Taylor    | Bogdányi Titanilla |
| 2006 | Micsoda srác ez a lány!     | She's the Man                               | Viola           | Nemes Takách Kata  |
| 2007 | Hajlakk                     | Hairspray                                   | Penny Pingleton |                    |
| 2007 | Amerikai Hófehérke          | Sydney White                                | Sydney White    | Mánya Zsófia       |
| 2010 | Könnyű nőcske               | Easy A                                      | Marianne        | Tamási Nikolett    |

### Televízió
| Év        | Magyar cím      | Eredeti cím           | Szerep                 | Megjegyzések                                                   |
| --------- | --------------- | --------------------- | ---------------------- | -------------------------------------------------------------- |
| 1996—2002 | Sok hűhó        | All That              | több szerep            |                                                                |
| 1997—1999 |                 | Figure It Out         | versenyző              | 1-4. évad                                                      |
| 1998      | Azúrkék nyomok  | Blue’s Clues          | önmaga                 | 1 epizód                                                       |
| 1999      |                 | Arli$$                | Crystal Dupree         | 1 epizód                                                       |
| 1999—2002 | Amanda show     | The Amanda Show       | önmaga / több szereplő | főszereplő                                                     |
| 2000      |                 | Crashbox              | Pink Robot             | 1 epizód                                                       |
| 2000      |                 | Double Dare 2000      | önmaga (versenyző)     | 2 epizód                                                       |
| 2001      |                 | The Drew Carey Show   | változó                | 2 epizód                                                       |
| 2001      |                 | The Nightmare Room    | Danielle Warner        | 1 epizód                                                       |
| 2001–2002 | Fecsegő tipegők | Rugrats               | Taffy (hangja)         | visszatérő szereplő (9. évad)                                  |
| 2002–2006 | Tesóm nyakán    | What I Like About You | Holly Tyler            | főszereplő                                                     |
| 2008      | Family Guy      | Family Guy            | Anna (hangja)          | 1 epizód (Hosszú szakállú Peter)                               |
| 2008      | Élő bizonyíték  | Living Proof          | Jamir McGrath          | - tévéfilm - magyar hangja: - Nemes Takách Kata - Csifó Dorina |
| 2009      |                 | Canned                | Sarabeth               | tévéfilm                                                       |

## Díjak és jelölések
- Elnyert — Nickelodeon Kids' Choice Award, legjobb tévé színésznő (Sok hűhó, 2000)
- Elnyert — Nickelodeon Kids’ Choice Award, legjobb tévé színésznő (Amanda Show, 2000)
- Jelölés — Young Artist Award, legjobb fiatal színésznő (vígjátéki sorozat) (Amanda Show, 2000)
- Jelölés — YoungStar Award, legjobb fiatal színésznő (vígjátéki sorozat) (Amanda Show, 2000)
- Elnyert — Nickelodeon Kids’ Choice Award, legjobb tévé színésznő (Amanda Show, 2001)
- Jelölés — Young Artist Award, legjobb fiatal színésznő (vígjátéki sorozat) (Amanda Show, 2001)
- Elnyert — Nickelodeon Kids’ Choice Award, legjobb tévé színésznő (Amanda Show, 2002)
- Jelölés — Teen Choice Award, Film: Choice Chemistry (Minden hájjal megkent hazug, 2002)
- Jelölés — Teen Choice Award, Choice TV Actress: Comedy (What I Like About You, 2003)
- Jelölés — Young Artist Award, legjobb fiatal színésznő (film) (Minden hájjal megkent hazug, 2003)
- Elnyert — Nickelodeon Kids’ Choice Award, legjobb film színésznő (Minden hájjal megkent hazug, 2003)
- Elnyert — Nickelodeon Kids’ Choice Award, legjobb tévé színésznő (Amanda Show, 2003)
- Jelölés — Young Artist Award, legjobb fiatal színésznő (vígjáték vagy dráma sorozat) (What I Like About You, 2004)
- Jelölés — Teen Choice Award, Choice TV Actress: Comedy (What I Like About You, 2004)
- Elnyert — Nickelodeon Kids’ Choice Award, legjobb film színésznő (Miről álmodik a lány?, 2004)
- Jelölés — Nickelodeon Kids’ Choice Award, Favorite Television Star (What I Like About You, 2005)
- Jelölés — Teen Choice Award, Choice TV Actress: Comedy (What I Like About You, 2005)
- Jelölés — Nickelodeon Kids’ Choice Award, Favorite Movie Star (Micsoda srác ez a lány!, 2006)
- Jelölés — Teen Choice Award, Movies: Choice Liplock (Micsoda srác ez a lány!, 2006)
- Elnyert — Hollywood Film Festival, Ensemble of the Year (Hajlakk, 2007)
- Elnyert — Palm Springs International Film Festival, Ensemble Cast Award (Hajlakk, 2008)
- Elnyert — Critics' Choice Movie Award, legjobb szereplőgárda (Hajlakk, 2008)
- Jelölés — Screen Actors Guild Awards, legjobb szereplőgárda (film) (Hajlakk, 2008)
- Jelölés — MTV Movie Awards, Best Line From a Movie (Könnyű nőcske, 2011)

## Forráshivatkozások
1. ↑  Német Nemzeti Könyvtár: Integrált katalógustár (Németország) (német nyelven). Integrált katalógustár (Németország) . (Hozzáférés: 2014. április 27.)
2. ↑  Internet Movie Database (angol nyelven). Internet Movie Database . (Hozzáférés: 2015. október 13.)
3. ↑  Discogs (angol nyelven). Discogs . (Hozzáférés: 2017. október 9.)
4. ↑  Amanda Bynes - 'I'm Doing Amazing' (angol nyelven). Peoplemag. (Hozzáférés: 2024. április 3.)
5. ↑  Tapp, Tom: Amanda Bynes’ Conservatorship Ends After 9 Years; Former Child Star Now In Control Of Her Own Life (amerikai angol nyelven). Deadline, 2022. március 22. (Hozzáférés: 2024. április 3.)
6. 1 2  Amanda Bynes Cancels Podcast After One Episode (amerikai angol nyelven). Entertainment Tonight. (Hozzáférés: 2024. április 3.)
7. ↑  Amanda Bynes: Her Life Through the Years (amerikai angol nyelven). Biography, 2023. március 22. (Hozzáférés: 2024. április 3.)
8. ↑  Staff, Us Weekly: Amanda Bynes: 25 Things You Don't Know About Me (amerikai angol nyelven). Us Weekly, 2013. február 15. (Hozzáférés: 2024. április 3.)
9. ↑  Amanda Bynes' Latest Twitter Revelation: I Won't Marry a German, Because I'm Jewish. E! Online, 2013. június 13. (Hozzáférés: 2024. április 3.)
10. ↑  Archivált másolat. [2008. április 1-i dátummal az eredetiből archiválva]. (Hozzáférés: 2024. április 3.)
11. ↑  Wellons, Nancy Imperiale: 14-YEAR-OLD COMEDIAN IS ALL THAT — AND MORE — ON NICKELODEON (amerikai angol nyelven). Orlando Sentinel, 2000. december 9. (Hozzáférés: 2024. április 3.)
12. ↑  https://archive.today/20120724023525/http://www.darkhorizons.com/news/5422/amanda-bynes-talks-hairspray-on-set
13. ↑  http://www.papermag.com/amanda-bynes-break-the-internet-2621549455.html
14. ↑  2004 Nickelodeon Kids' Choice Awards. web.archive.org, 2013. június 29. [2013. június 29-i dátummal az eredetiből archiválva]. (Hozzáférés: 2024. április 3.)
15. ↑  17 'Figure It Out' Secrets Summer Sanders Spilled To Us (angol nyelven). MTV. [2024. április 3-i dátummal az eredetiből archiválva]. (Hozzáférés: 2024. április 3.)
16. ↑  http://www.hollyscoop.com/amanda-bynes/biography
17. ↑  Big Fat Liar. Box Office Mojo. (Hozzáférés: 2024. április 3.)
18. ↑  pk999 สล็อตตรง เว็บแม่ ของแท้แน่นอน สมัครทางเข้าตรง รับเครดิตฟรี (amerikai angol nyelven). pk999 สล็อตตรง เว็บแม่ ของแท้แน่นอน สมัครทางเข้าตรง รับเครดิตฟรี. (Hozzáférés: 2024. április 3.)
19. ↑  http://www.canada.com/topics/entertainment/story.html?id=5b7cea46-572b-4209-a9b6-6dfff7477768&k=11653
20. ↑  Archivált másolat. [2007. augusztus 24-i dátummal az eredetiből archiválva]. (Hozzáférés: 2024. április 3.)
21. ↑  http://www.prnewswire.com/news-releases/new-line-records-hairspray-soundtrack-earns-grammy-nomination-for-best-soundtrack-recording-58622947.htm
22. ↑  DropCatch.com. www.dropcatch.com. (Hozzáférés: 2024. április 3.)
23. ↑  https://www.reuters.com/article/idUSTRE4AN8F920081124
24. ↑  Pantoja, Kevin: 10 Movies & TV Shows You Totally Forgot Amanda Bynes Had A Role In (angol nyelven). ScreenRant, 2021. február 16. (Hozzáférés: 2024. április 3.)
25. ↑  Sciretta, Peter: Amanda Bynes Leaves The Farrellys' Hall Pass (amerikai angol nyelven). SlashFilm, 2010. március 5. (Hozzáférés: 2024. április 3.)
26. ↑  http://www.people.com/people/article/0,,20500685,00.html
27. ↑  Amanda Bynes Reveals She's Three Years Sober and Eying a Return to Acting: 'I Want to Do TV' (angol nyelven). Peoplemag. (Hozzáférés: 2024. április 3.)
28. ↑  Cuevas, Jailene. „Amanda Bynes 90s Con appearance in CT canceled”, CT Insider. [2023. március 22-i dátummal az eredetiből archiválva] (Hozzáférés: 2024. április 3.) (angol nyelvű)
29. ↑  Shes the Man A Q&A; with Amanda Bynes - InterfaithFamily.com. web.archive.org, 2012. április 30. [2012. április 30-i dátummal az eredetiből archiválva]. (Hozzáférés: 2024. április 3.)
30. ↑  http://www.hollywood.com/photos/celebrities/55010232/celebrity-couples-90s-80s-scarlett-johansson-jack-antonoff-natalie-portman-brad-pitt-pam-anderson#896859/0
31. ↑  Amanda Bynes Too Busy Being Fashionable in New York, No Shows for Suspended-License Hearing. E! Online, 2012. szeptember 24. (Hozzáférés: 2024. április 3.)
32. ↑  America, Good Morning: Former actress Amanda Bynes graduates from fashion school (angol nyelven). Good Morning America. (Hozzáférés: 2024. április 3.)
33. ↑  Duke, Alan: Amanda Bynes gets probation in DUI plea deal (angol nyelven). CNN, 2014. február 24. (Hozzáférés: 2024. április 3.)
34. ↑  •: Amanda Bynes' Bong-Toss Case Dismissed (amerikai angol nyelven). NBC New York, 2014. június 30. (Hozzáférés: 2024. április 3.)
35. ↑  Amanda Bynes' mental health hold after fire could last two weeks (amerikai angol nyelven). Los Angeles Times, 2013. július 23. (Hozzáférés: 2024. április 3.)
36. ↑  https://web.archive.org/web/20131002004319/http://m.cbsnews.com/fullstory.rbml?catid=57597787&feed_id=null&videofeed=null
37. ↑  https://gawker.com/amanda-bynes-my-dad-asked-me-if-i-wanted-to-have-sex-1644801535
38. ↑  Amanda Bynes Case: Judge Delays Decision to Grant Parents Legal Control - Crime & Courts, Amanda Bynes : People.com. web.archive.org, 2016. március 3. [2016. március 3-i dátummal az eredetiből archiválva]. (Hozzáférés: 2024. április 3.)
39. ↑  Amanda Bynes Says She's Been Diagnosed Bipolar and Manic Depressive, Lives on $50 a Day. E! Online, 2014. november 4. (Hozzáférés: 2024. április 3.)
40. ↑  MSN. www.msn.com. (Hozzáférés: 2024. április 3.)
41. ↑  America, Good Morning: Amanda Bynes opens up about drug use, her very public breakdown and how she got sober (angol nyelven). Good Morning America. (Hozzáférés: 2024. április 3.)
42. ↑  Amanda Bynes files petition to end conservatorship, has parents' support (angol nyelven). NBC News, 2022. február 25. (Hozzáférés: 2024. április 3.)
43. ↑  Tapp, Tom: Amanda Bynes Reportedly Files To End 8-Year Conservatorship Which Gives Her Mother Control Of Actress’ Life & Estate (amerikai angol nyelven). Deadline, 2022. február 26. (Hozzáférés: 2024. április 3.)
44. ↑  Amanda Bynes Placed on Psychiatric Hold, Found Naked and Roaming Streets (angol nyelven). TMZ, 2023. március 20. (Hozzáférés: 2024. április 3.)
45. ↑  Noughties child star unrecognisable after surgery (New Zealand English nyelven). NZ Herald, 2024. április 4. (Hozzáférés: 2024. április 3.)
46. ↑  Amanda Bynes Checks Out of Mental Hospital, Plan in Place for Recovery (angol nyelven). TMZ, 2023. július 1. (Hozzáférés: 2024. április 3.)
47. 1 2  Amanda Bynes az Internetes Szinkron Adatbázisban (magyarul)